# Macrochiridothea mehuinensis
Macrochiridothea mehuinensis är en kräftdjursart som beskrevs av César A. Jaramillo 1977. Macrochiridothea mehuinensis ingår i släktet Macrochiridothea och familjen Chaetiliidae. Inga underarter finns listade i Catalogue of Life.